# Sara e Marti
Sara e Marti, conosciuta anche come Sara e Marti - #LaNostraStoria , è una serie TV italiana per ragazzi del 2018. La serie, ambientata a Bevagna, in Umbria, è in onda su Disney Channel con la prima stagione dal 5 febbraio al 2 marzo 2018. Dal 13 novembre 2018 la serie viene trasmessa su Rai Gulp, canale 42 del digitale terrestre.
Il 3 luglio 2018 è stata annunciata la seconda stagione trasmessa dal 21 gennaio al 15 febbraio 2019. Un anno dopo, il 2 agosto 2019, è stata annunciata la terza stagione e va in onda dal 17 febbraio al 13 marzo 2020 su Disney Channel.

## Trama
Sara e Marti sono due sorelle che, insieme al loro padre Valerio, si trasferiscono da Londra nella minuscola Bevagna, in Umbria, nella quale il padre è nato e cresciuto. Marti, la più piccola, è ottimista e positiva della decisione del padre di inseguire il sogno di diventare scrittore, invece Sara, la più grande, non è d'accordo a lasciare la capitale inglese per trasferirsi nella piccola città umbra. Le ragazze si ambienteranno da subito anche grazie alla loro amica d'infanzia Serena e conosceranno tanti nuovi amici e nemici, come Benedetta e suo fratello Bernardo. Fin dall'inizio per Sara sembra andare tutto storto fino a che non si accorge di avere una cotta per il più bello della scuola: Ludovico, per il quale anche Benedetta è innamorata. Sara e Marti scelgono di continuare lo sport che hanno sempre praticato ovvero la ginnastica ritmica dove anche lì incontreranno Benedetta, disposta a tutto pur di ottenere le grazie dell'insegnante Flora. Iniziano anche le gare individuali dove a una di queste si presenta anche Ludovico e Benedetta decide di giocare un brutto tiro a Sara dicendole che il ragazzo era lì per lei in quanto "fidanzato" avendo su Sara l'effetto sperato, quello della deconcentrazione. Infatti pensando a ciò che la ragazza aveva detto poco fa anziché sull'esercizio Sara sbaglia la sua performance e ottiene un punteggio basso. Sara cerca di confessare a Ludovico quello che lei prova per lui, fino a che il ragazzo non si dichiara a lei baciandola. Anche per Marti è giunto il momento dell'amore, infatti si metterà con Nicola il ragazzo soprannominato da tutti "il re degli scherzi" titolo che vorrebbe anche Bernardo, il quale decide di procurarselo con l'inganno. A scherzo mal riuscito Nicola tenta di vendicarsi, e Bernardo scappa via deluso e arrabbiato nella piazza di Bevagna. Lì lo raggiungerà Serena da sempre innamorata di lui che lo consola, e il ragazzo le rivela i suoi sentimenti per lei chiedendole di stare insieme, cosa che Benedetta non riuscirà a mandare giù facilmente. Mancano pochi giorni alla gara finale e Benedetta disposta a tutto per battere Sara decide di fare "il salto di qualità" facendosi preparare da un altro istruttore a Perugia, però rivelandolo al fratello li sente anche il proprietario del bar che lo riferisce a Serena e alle altre ragazze. Flora delusa manda comunque avanti la squadra e quando alla semifinale Benedetta sorprende tutti con la nuova coreografia ottenendo il punteggio migliore Sara si qualifica terza. Al momento della finale un epilogo con sorpresa stupirà tutti. Infatti è Benedetta a vincere il campionato regionale mentre Sara si qualifica seconda. Benedetta dice a Sara di salire con lei sul gradino più alto del podio ma al momento della foto copre Sara con il trofeo. La stagione si conclude con Marti che canta davanti a tutta Bevagna nel teatro mentre dietro ci sono tutti i ragazzi della sua classe compresi Serena e Bernardo tenendosi per mano, la scuola che va a fuoco ma che viene salvata dal padre di Ludovico presente al momento dell'incendio il quale verrà ringraziato dal Sindaco di Bevagna.

## Episodi
| Stagione         | Episodi | Prima TV Italia |
| ---------------- | ------- | --------------- |
| Prima stagione   | 20      | 2018            |
| Seconda stagione | 20      | 2019            |
| Terza stagione   | 20      | 2020            |

## Promozione
Il primo trailer è stato trasmesso il 24 dicembre 2017 sul profilo Instagram di Disney Channel. Dal 31 dicembre 2017 seguono nuovi trailer facendo conoscere allo spettatore i nuovi personaggi.

## Altri media
Il 9 gennaio 2019, prima della trasmissione della seconda stagione, è stato annunciato Sara e Marti - Il film, che distribuito nelle sale italiane il 14 marzo 2019.